# Mrs. O'Malley and Mr. Malone
Mrs. O'Malley and Mr. Malone is een Amerikaanse filmkomedie uit 1952 onder regie van Norman Taurog.

## Verhaal
De advocaat John J. Malone is op zoek naar zijn cliënt Steve Kepplar, die hem nog steeds geld verschuldigd is. Als Kepplar de trein neemt naar New York, volgt Malone hem in het gezelschap van Kepplars ex-vrouw, een rechercheur en de prijsvraagwinnares Hattie O'Malley. Wanneer Kepplar gedurende de treinreis wordt vermoord, moet Malone op zoek naar de dader.

## Rolverdeling
| Acteur           | Personage       |
| ---------------- | --------------- |
| Marjorie Main    | Hattie O'Malley |
| James Whitmore   | John J. Malone  |
| Ann Dvorak       | Connie Kepplar  |
| Phyllis Kirk     | Kay             |
| Fred Clark       | Tim Marino      |
| Dorothy Malone   | Lola Gillway    |
| Clinton Sundberg | Donald          |
| Douglas Fowley   | Steve Kepplar   |
| Willard Waterman | Mijnheer Ogle   |
| Don Porter       | Myron Brynk     |
| Jack Bailey      | Omroeper        |
| Nancy Saunders   | Joanie          |
| Basil Tellou     | Griek           |
| James Burke      | Conducteur      |